# Redwood County
Redwood County er et county i den amerikanske delstat Minnesota. Redwood County ligger i den sydvestlige del af delstaten og grænser op til Renville County i nord, Brown County i øst, Cottonwood County i syd, Murray County i sydvest, Lyon County i vest og mod Yellow Medicine County i nordvest.
Redwood Countys totale areal er 2–282 km², hvoraf 4 km² er vand. I 2000 havde Redwood County 16.815 indbyggere. Administrativt centrum ligger i byen Redwood Falls, som også er største by i Redwood County.
Redwood County har fået sit navn efter floden Redwood River, der løber igennem county'et.
44°24′N 95°15′V / 44.4°N 95.25°V